# Juana López
Juana López (25 de dezembro de 1978) é uma ex-futebolista mexicana que atuava como meia.

## Carreira
Juana López representou a Seleção Mexicana de Futebol Feminino, nas Olimpíadas de 2004. 